# Bruttowarmmiete
Bei Mietverhältnissen über Wohnraum (§§ 549 ff. BGB) wird der Begriff Bruttowarmmiete verwendet. Vereinzelt wird auch nur von Warmmiete gesprochen (§ 42 Nr. 4 SGB XII). Allgemein wird die Bruttowarmmiete als Miete einschließlich Umlagen, Zuschlägen und Vergütungen gesehen (§ 9 Abs. 1 WogG). Nach der Rechtsprechung setzt sie sich zusammen aus der Netto- oder Grundmiete, d. h. dem Betrag, der für die bloße Überlassung einer Wohnung zu entrichten ist, und den Betriebskosten#, die durch Nutzung der Mietsache (z. B. Wasser, Müllabfuhr) oder durch das Eigentum am Grundstück (z. B. Grundsteuer, Versicherungen) entstehen und die vom Vermieter anteilig auf den Mieter übertragen werden. Dabei enthält die Bruttowarmmiete im Unterschied zur Bruttokaltmiete insbesondere auch die Kosten für Heizung und Warmwasserbereitung, sowie weitere Positionen aus § 9 Abs. 2 WogG und der BetrKV.
Eine mietvertragliche Vereinbarung über Wohnraum, die eine Bruttowarmmiete als pauschale Inklusivmiete festlegt, ist nach einer Entscheidung des Bundesgerichtshofs nicht zulässig, da eine solche Vereinbarung der Heizkostenverordnung widerspreche, die einen Hauseigentümer zur verbrauchsabhängigen Abrechnung der Heizkosten verpflichte. Zweck dieser Vorschrift sei es, das Verbraucherverhalten bei der Raumheizung und beim Warmwasserverbrauch mit dem Ziel einer Energieeinsparung zu beeinflussen. Dies würde durch die Festlegung einer Bruttowarmmiete, die den tatsächlichen Verbrauch nicht berücksichtigt, verhindert.
Im gewerblichen Mietvertrag wird der Teilbegriff Bruttomiete im Zusammenhang mit der Umsatzsteuer verwendet.